# Thakurgaon (Distrikt)

Lage von Thakurgaon in Bangladesch

Thakurgaon (bengalisch: ঠাকুরগাঁও) ist ein Distrikt in der Division Rangpur von Bangladesch. Die im Hauptstadt des Distrikts bildet die gleichnamige Stadt Thakurgaon. Die Gesamtfläche des Distrikts beträgt 1781,74 km². Der Distrikt setzt sich aus 5 Upazilas zusammen. 

## Lage und Demografie
Thakurgaon wird im Norden von Panchagarh und im Osten von Dinajpur begrenzt. Südlich und westlich grenzt er an Westbengalen (Indien). Der Distrikt hat 1.390.042 Einwohner (Volkszählung 2011). Die Alphabetisierungsrate liegt bei 48,7 % der Bevölkerung. 76,7 % der Bevölkerung sind Muslime, 22,3 % sind Hindus und 1,0 % sind Christen, Buddhisten oder sonstige.

## Klima
Das Klima ist tropisch und das ganze Jahr über warm. Die jährliche Durchschnittstemperatur dieses Distrikts variiert von maximal 33,5 Grad Celsius bis minimal 10,5 Grad Celsius. Die jährliche Niederschlagsmenge beträgt 2536 mm (2011) und die Luftfeuchtigkeit ist ganzjährig hoch.

## Wirtschaft
Die Wirtschaft des Distrikts ist vorwiegend von der Landwirtschaft geprägt. Thakurgaon produziert viele landwirtschaftliche Produkte wie Reis, Weizen, Zuckerrohr, saisonales Gemüse und Obst. Die Entfernung der Region von der Hauptstadt bereitet jedoch Schwierigkeiten, lokale Produkte auf den nationalen Markt zu bringen, das Gebiet noch kaum mit moderner Infrastruktur erschlossen wurde. Laut der Volkszählung von 2011 arbeiten 69,8 % der Arbeitskräfte in der Landwirtschaft, 26,7 % im Dienstleistungssektor (meist in informellen Verhältnissen) und 3,5 % in der Industrie.